# المتحولون جنسيا في ألمانيا النازية
واجه المتحولون جنسيًا في ألمانيا النازية اضطهادًا ممنهجًا، حيث اعتُبروا "غير مرغوب فيهم" اجتماعيًا وعرقيًا من قبل النظام النازي، مما أدى إلى ملاحقتهم وسجنهم وقتلهم. جاء هذا القمع العنيف بعد فترة ازدهار نسبي شهدتها جمهورية فايمار، والتي كانت خلالها برلين مركزًا عالميًا رائدًا لأبحاث الجنسانية وحقوق مجتمع الميم.

## الخلفية

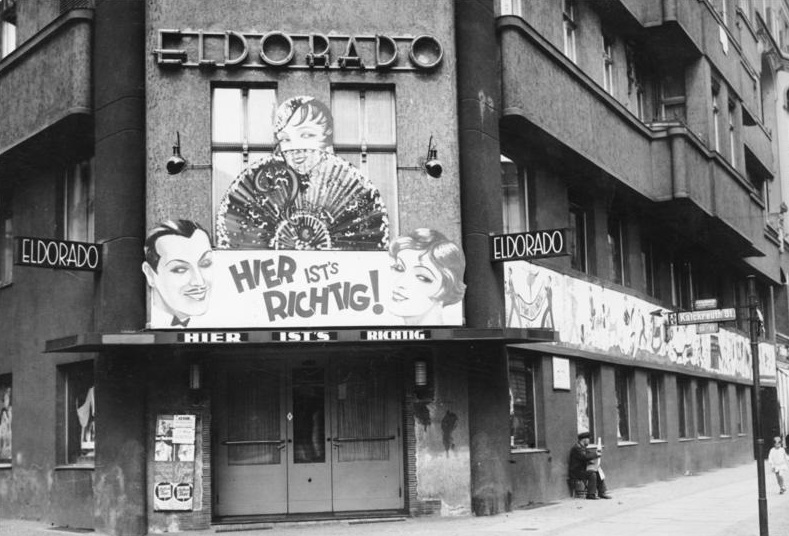
معهد العلوم الجنسية في برلين، الذي كان ملاذًا للمتحولين جنسيًا قبل أن يدمره النازيون في 1933.

في فترة العشرينيات من القرن العشرين، برزت ألمانيا كواحدة من أكثر الدول تقدمًا في مجال فهم الجنسانية البشرية. في قلب هذا التقدم كان الطبيب والباحث الجنسي اليهودي ماغنوس هيرشفلد، الذي أسس معهد العلوم الجنسية (بالألمانية: Institut für Sexualwissenschaft) في برلين عام 1919.
لم يكن المعهد مجرد مركز أبحاث، بل كان أيضًا ملاذًا آمنًا يقدم خدمات استشارية وطبية ونفسية للأشخاص المثليين والمتحولين جنسيًا. كان هيرشفلد من أوائل من طرحوا فكرة أن الهوية الجندرية للشخص قد تختلف عن جنسه البيولوجي، واعتبر أن التعبير الجندري هو جزء أصيل من هوية الفرد. وبفضل جهوده، أصدرت شرطة برلين "تصاريح المتحولين"، وهي وثائق رسمية سمحت للأفراد بارتداء ملابس تتوافق مع هويتهم الجندرية دون الخوف من الملاحقة القانونية بتهمة "الإخلال بالنظام العام".
كما كان المعهد رائدًا في تقديم العلاج بالهرمونات وإجراء بعض أقدم جراحات إعادة تحديد الجنس في التاريخ، والتي أُجريت لأشخاص مثل دورا ريختر، وتوني إيبل، وشارلوت شارلاك.

## الاضطهاد تحت الحكم النازي
مع صعود أدولف هتلر والحزب النازي إلى السلطة عام 1933، انتهت هذه الحقبة من التسامح بشكل دموي. استهدفت الأيديولوجية النازية مجتمع الميم بوصفه "منحلًا" و"غير ألماني"، واعتبرته تهديدًا لـ"نقاء العرق الآري" وصحة الأمة.

### تدمير معهد العلوم الجنسية
كان معهد هيرشفلد هدفًا رئيسيًا للنازيين، ليس فقط لعمله في مجال الجنسانية، بل أيضًا لأن مؤسسه كان يهوديًا. في 6 مايو 1933، اقتحمت مجموعة من الشباب النازي المتعصب (أعضاء اتحاد الطلاب الألمان) المعهد، ونهبت محتوياته بشكل وحشي.
بعد أربعة أيام، في 10 مايو 1933، أُلقيت مكتبة المعهد التي لا تقدر بثمن، والتي ضمت آلاف الكتب والدراسات والسجلات الطبية، في النار في ساحة الأوبرا (بيبل بلاتز).

### الملاحقة القانونية والاعتقال
ألغى النظام النازي فورًا "تصاريح المتحولين"، وبدأ في تطبيق فقرة 175 من القانون الجنائي الألماني بقسوة. على الرغم من أن الفقرة كانت تستهدف العلاقات المثلية بين الرجال، إلا أنها استُخدمت بشكل موسع لملاحقة النساء المتحولات اللاتي كان النظام يعتبرهن رجالًا مثليين. كما استُخدمت قوانين أخرى مثل "الإخلال بالنظام العام" لاستهداف أي شخص لا يتوافق مظهره مع المعايير الجندرية الصارمة التي فرضها النازيون.
واجه الأشخاص المتحولون السجن، أو الإخصاء القسري، أو الإرسال إلى معسكرات الاعتقال. داخل المعسكرات، كان يتم تصنيفهم غالبًا مع السجناء المثليين وإجبارهم على ارتداء المثلث الوردي. لا تزال الأعداد الدقيقة للضحايا من المتحولين جنسيًا غير معروفة، حيث تم تدمير معظم سجلاتهم أو تم تصنيفهم بشكل غير دقيق في أرشيفات المعسكرات.

### مصائر أفراد معروفين
- دورا ريختر: كانت من أوائل الأشخاص في العالم الذين خضعوا لسلسلة كاملة من جراحات إعادة تحديد الجنس. مصيرها الدقيق غير معروف، ولكن يُعتقد أنها قُتلت على الأرجح أثناء الهجوم على المعهد عام 1933.[11]
- توني إيبل وشارلوت شارلاك: كانتا امرأتين متحولتين من أصل يهودي. بعد أن تعرفتا على بعضهما في المعهد، تمكنتا من الفرار من ألمانيا النازية. ورغم اعتقالهما لاحقًا خلال الحرب، فقد نجتا من الهولوكوست. أصبحت توني فنانة معروفة في ألمانيا الشرقية بعد الحرب، بينما عاشت شارلوت بقية حياتها في الولايات المتحدة.[6]

## الإرث والذكرى
لأعوام طويلة، طُمِس تاريخ مجتمع المتحولين جنسيًا في ألمانيا النازية، ويرجع ذلك جزئيًا إلى تدمير السجلات والوصمة الاجتماعية التي لاحقت الناجين حتى بعد انتهاء الحرب. لم تبدأ عملية الاعتراف بمعاناتهم وإدراجهم رسميًا ضمن ضحايا الاضطهاد النازي إلا في العقود الأخيرة.
يُنظر اليوم إلى تدمير معهد العلوم الجنسية ليس فقط كجريمة معاداة السامية وعداء للمثلية، بل كنقطة تحول مأساوية في تاريخ حقوق المتحولين جنسيًا، حيث قضى على عقود من التقدم العلمي والطبي والاجتماعي.